# Ольсевичі
Ольсевичі (біл. вёска Альсевічы) — село в складі Мядельського району Мінської області, Білорусь. Село підпорядковане Сватківській сільській раді, розташоване в північній частині області.